# Antonin Weissenbach
Antonin Weissenbach, né le 27 mars 1850 à Fribourg et mort le 7 janvier 1921  dans la même ville, est une personnalité politique du canton de Fribourg, en Suisse, membre du Parti radical-démocratique.
Il est conseiller d'État de 1906 à 1909, à la tête de la Direction de l'intérieur.

## Sources
- Georges Andrey, John Clerc, Jean-Pierre Dorand et Nicolas Gex, Le Conseil d’État fribourgeois : 1848-2011 : son histoire, son organisation, ses membres, Fribourg, Éditions La Sarine, 2012, 143 p. (ISBN 978-2-88355-153-4, lire en ligne), p. 63
- Olivier Meuwly, Point libre, Association pour le développement des idées radicales, 2009, p. 101
- Nouvelles Étrennes fribourgeoises 1922